# Mardi Gras (Schiff, 2020)
Die Mardi Gras ist ein Kreuzfahrtschiff der US-amerikanischen Reederei Carnival Cruise Line. Das Schiff der XL-Klasse mit einer Vermessung von 181.808 BRZ wurde im Dezember 2020 fertiggestellt. Die Mardi Gras war bei ihrer Indienststellung das größte Schiff von Carnival Cruise Line.

## Geschichte
Nachdem die Carnival Corporation & plc 2015 bereits vier Schiffe bei der Meyer Werft und Meyer Turku mit Ablieferung von 2019 bis 2022 bestellt hatte, wurden im September 2016 drei weitere Schiffe für P&O Cruises und Carnival Cruise Line mit Ablieferung 2020 und 2022 bestellt, darunter auch die Mardi Gras.
Der Bau begann am 15. November 2018. Am 5. Dezember 2018 wurde der Name Mardi Gras bekanntgegeben. Das Schiff erhielt den gleichen Namen wie das erste Schiff der Carnival Cruise Lines, das von 1972 bis 1993 betrieben wurde.
Der Kiellegung erfolgte am 18. Juni 2019 auf der Werft Meyer Turku, nachdem im Mai ein 140 Meter langes, schwimmendes Maschinenraummodul von der Neptun Werft abgeliefert und nach Finnland überführt wurde. Die Mardi Gras ist am 24. Januar 2020 aufgeschwommen und an den Ausrüstungskai verlegt worden. Die Baukosten beliefen sich auf etwa 950 Mio. US-Dollar.
Nachdem die Ablieferung ursprünglich für August 2020 geplant war und die erste Kreuzfahrt am 31. August in Kopenhagen beginnen sollte, wurde der Ablieferungstermin im Dezember 2019 auf November 2020 verschoben. Am 14. November 2020 sollte die erste Kreuzfahrt der Mardi Gras ab Port Canaveral starten. Aufgrund der COVID-19-Pandemie wurde die Jungfernfahrt zunächst auf Februar 2021, später auf April 2021 und anschließend auf Juni 2021 verschoben. Die Ablieferung des Schiffes erfolgte am 18. Dezember 2020. Die Jungfernfahrt begann schließlich erst am 31. Juli 2021 in Port Canaveral, getauft wurde das Schiff am 23. Oktober 2021 ebenfalls in Port Canaveral.

## Ausstattung
Die Mardi Gras bietet auf 18 Passagierdecks in 2641 Kabinen Platz für bis zu 6338 Gäste. Es ist das erste Kreuzfahrtschiff, das mit einer Achterbahn, dem „BOLT-Ultimate Sea Coaster“, ausgestattet ist.
Als erster Neubau der Reederei wurde  bei der Mardi Gras anstelle des weißen Rumpfes eine blaue Rumpfbemalung verwirklicht. Anlass ist das 50. Jubiläum der Reederei im Jahr 2022.

## Technik
Die Mardi Gras ist das vierte Schiff der Helios-Klasse. Die Schiffe können mit Flüssigerdgas betrieben werden. Für Carnival Cruise Line ist es das erste Schiff mit dieser Technik. Weitere von Carnival Cruise Line betriebene Schwesterschiffe sind die Carnival Celebration und die Carnival Jubilee.